# Maria Michela Sassi
Maria Michela Sassi (Feltre, 7 giugno 1955) è una storica della filosofia italiana.
È docente di storia della filosofia antica presso l'Università di Pisa.

## Vita privata
È sposata con l'archeologo Salvatore Settis, ex-direttore della Scuola normale superiore di Pisa.

## Opere
- Indagine su Socrate. Persona, filosofo, cittadino, Torino, Piccola Biblioteca Einaudi, 2015.
- Gli inizi della filosofia: in Grecia, Torino, Bollati Boringhieri, 2009.
- Poesie und Kosmogonie. Der Fall Alkman, in G. Rechenauer (Hrsg.), Das frühgriechische Denken, Göttingen, Vandenhoeckh u. Ruprecht, 2005, pp. 9-20.
- Da Senofane al Timeo :  il problema del discorso “verosimile”, in Senofane ed Elea tra Ionia e Magna Grecia, a cura di M. Bugno, Napoli, Luciano Editore, 2005, pp. 141-146.
- Mens sana in corpore sano: una riflessione antica, ne “L'Arco di Giano” XLIV, 2005, pp. 9-20.
- Eraclito nel "Fedone"? (II) La moneta-saggezza e i costi per l'anima, in Mathesis e Mneme. Studi in memoria di Marcello Gigante, I, a cura di S. Cerasuolo, Napoli (Pubblicazioni del Dipartimento	di Filologia Classica dell'Univ. Federico II),  2004, pp. 95-103.
- La naissance de la philosophie de l'esprit de la tradition, in A. Laks et C. Louguet, eds., Qu'est-ce que la philosophie présocratique?/What is Presocratic philosophy?, Lille, Presses Universitaires du Septentrion, 2002, pp. 55-81.
- Sulla conoscibilità di Dio secondo Timeo, in Logica e teologia. Studi in onore di Vittorio Sainati, a cura di A. Fabris, G. Fioravanti, E. Moriconi, ETS, Pisa 1997, pp. 229-234.
- La morte di Socrate, in Una storia greca , II. Definizione ( I Greci, 2), a cura di S. Settis, Einaudi, Torino 1997, pp. 1323-1339.
- La storia del pensiero, in Noi e i Greci (I Greci, I), a cura di S. Settis, Torino 1996, pp. 743-768.
- La filosofia 'italica': genealogia e varianti di una formula storiografica, in Forme di religiosità e tradizioni sapienziali in Magna Grecia, "A.I.O.N., Annali dell'Istituto Universitario Orientale di Napoli" XVI, 1994, pp. 29-53.
- Una percezione imperfetta? I Greci e la definizione dei colori, ne "L'immagine riflessa" 2, 1994, pp. 281-302.
- La scienza dell'uomo nella Grecia antica, Torino, Bollati Boringhieri 1988 (ed. riv. e agg. The Science of Man in Ancient Greece, Chicago University Press, 2001).
- Percorsi del platonismo nel pensiero romantico: la Symbolik di Bachofen , in "Annali della Scuola Normale Superiore di Pisa" ser. III, vol. XVIII, 2, 1988, pp. 643-678.
- Parmenide al bivio. Per un'interpretazione del proemio, in "La Parola del Passato" XLIII, 1988 (= AA. VV., La scuola eleatica, Napoli, Macchiaroli, 1988), pp. 383-396.
- La freddezza dello storico: Christian Gottlob Heyne, in "Annali della Scuola Normale Superiore di Pisa", ser. III, vol. XVI, 1, 1986, pp. 1O5-126.
- Natura e storia in Platone, in "Storia della storiografia", 1986, 9, pp. 1O4-128.
- Ermeneutica del mito in Karl Otfried Müller, in "Annali della Scuola Normale Superiore di Pisa", ser. III, vol. XIV, 3, 1984, pp. 911-935.
- Dalla scienza delle religioni di Usener ad Aby Warburg, in Arnaldo Momigliano et al., Aspetti di Hermann Usener filologo della religione, Pisa, Giardini, 1983, pp. 65-91.
- Le teorie della percezione in Democrito, La Nuova Italia, Firenze 1978.
- The Beginnings of Philosophy in Greece, Princeton University Press, 2019.